# Jüdische Gemeinde Trnava
Die Entstehung der ersten jüdischen Gemeinde in Trnava (deutsch Tyrnau, ungarisch Nagyszombat, lateinisch Tyrnavia), einer slowakischen Stadt nordöstlich der Hauptstadt Bratislava, reicht bis ins 12./13. Jahrhundert zurück. Damit gehört die Stadt Trnava zu einer der ältesten jüdischen Ansiedlungen der Region. Die jüdischen Familien lebten in einem eigenen Viertel und waren im Weinhandel und im Geldverleih tätig.

## Geschichte
Die jüdischen Bewohner waren Feindseligkeiten der mehrheitlich deutschen Bevölkerung ausgesetzt. Die judenfeindliche Stimmung führte schließlich im Jahr 1539 unter Ferdinand I. zur Vertreibung der jüdischen Familien aus der Stadt Trnava. Die Synagoge und der jüdische Friedhof wurden zerstört.
Die Wiederansiedlung jüdischer Familien erfolgte in den 1780er Jahren unter Joseph II. Die Einwohnerschaft versuchte nach dem Tode des Kaisers erneut die Juden aus der Stadt zu vertreiben.
Im Verlaufe des 19. Jahrhunderts stieg die Zahl der jüdischen Bewohner enorm an. Im Jahr 1831 errichtete die zunächst kleine Gemeinde eine Synagoge, circa 25 Jahre später wurde eine Schule eingerichtet.
Ende der 1860er Jahre spaltete sich von der jüdischen Gemeinde ein orthodoxer Zweig ab, der um 1885 eine eigene Synagoge errichtete.
In den Jahren 1891/92 ließ die sogenannte Mehrheits-Gemeinde einen Synagogenneubau nach den Plänen des Wiener Architekten Jakob Gartner errichten.
In der auch nach 1900 noch weiter wachsenden Gemeinde, deren Angehörige einen beachtlichen Anteil am Wirtschaftsleben der Stadt hatten, wurden um die Jahrhundertwende zionistische Organisationen gegründet.
Im Jahr 1918 brachen in Trnava antijüdische Unruhen aus, bei denen Geschäfte geplündert wurden.
Jüdische Geschäftsleute, unter ihnen mehr als 180 Ladenbesitzer, 60 Handwerker und 23 Fabrikbesitzer, bestimmten in der Zeit zwischen den Weltkriegen das wirtschaftliche Leben der Stadt.
In den Jahren unmittelbar nach der Gründung des slowakischen Nationalstaates 1939 wurde die antijüdische Gesetzgebung dahingehend umgesetzt, dass Geschäfte und Unternehmen „arisiert“ und Juden zur Zwangsarbeit verpflichtet wurden.

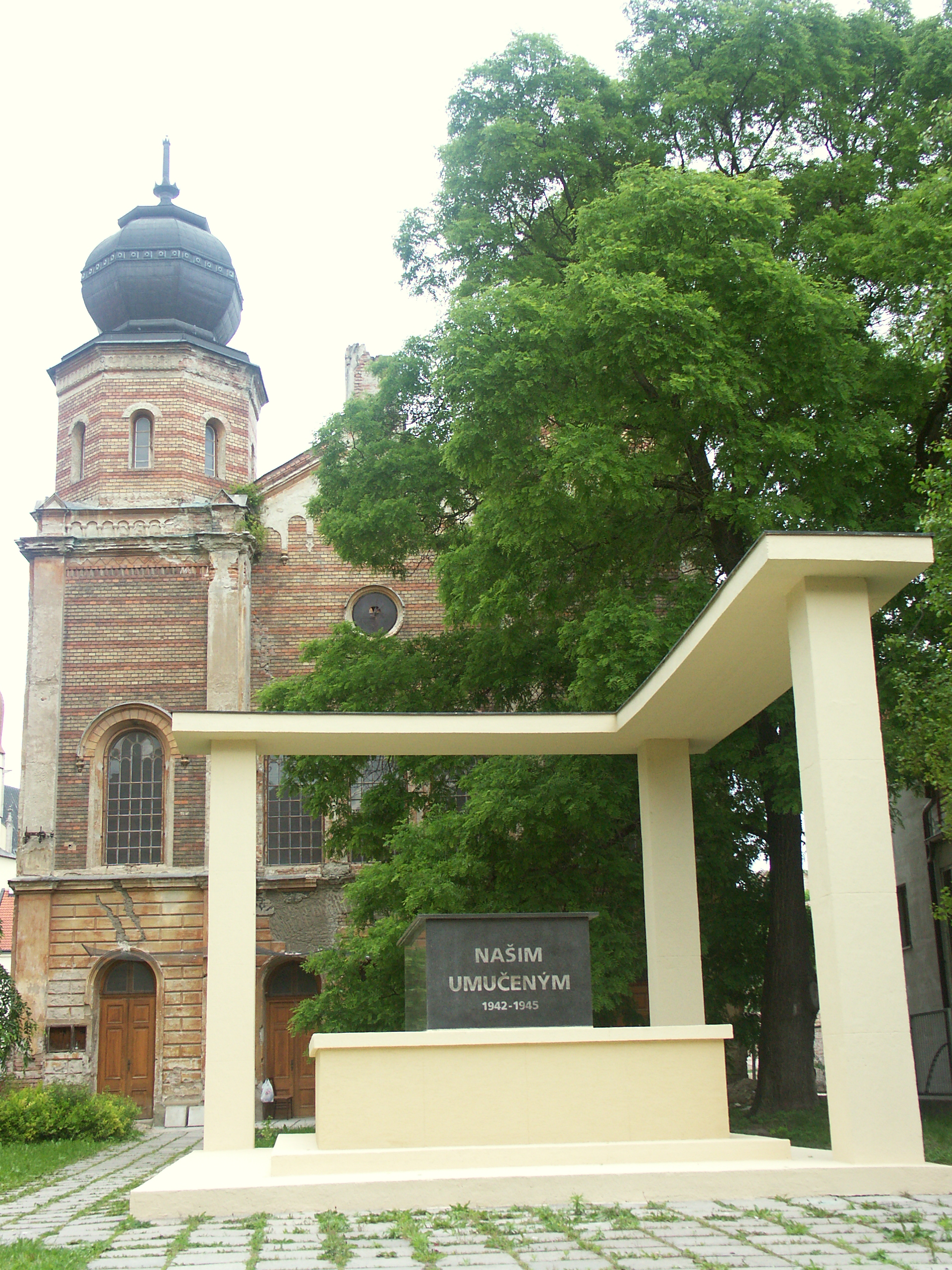
Synagoge und Holocaust-Mahnmal

Mit der sogenannten „Umsiedlung“ der Juden aus Bratislava erreichten fast 1200 vertriebene Personen Trnava, sodass sich hier die jüdische Bevölkerung auf mehr als 3.600 Menschen vergrößerte. 1942 veranlassten die slowakischen Behörden den Beginn der Deportationen in die Ghettos und Vernichtungslager auf polnischem Boden. Insgesamt wurden im Laufe des Jahres 1942 mehr als 80 % der in Trnava lebenden Juden verschleppt.
Die circa 600 in der Stadt verbliebenen jüdischen Bewohner wurden von den deutschen Besatzungsbehörden im September 1944 ebenfalls deportiert.
Nach Ende des Zweiten Weltkrieges bildete sich in Trnava erneut eine jüdische Gemeinde. Sie existierte nicht lange, da ein Großteil ihrer Angehörigen bis 1949 nach Israel und in andere Länder emigrierte.
Vor der Status-quo-ante-Synagoge erinnert ein Mahnmal an die Opfer des Holocaust.

## Gemeindeentwicklung
| Jahr        | Gemeindemitglieder | in % der Gesamteinwohnerschaft    |
| ----------- | ------------------ | --------------------------------- |
| 1857        | 524                |                                   |
| 1900        | circa 1.750        | circa 15 % der Einwohner          |
| 1910        | circa 1.800        |                                   |
| 1930        | circa 2.700        | einschließlich umliegender Dörfer |
| 1941        | circa 3.600        |                                   |
| 1944 (März) | circa 630          |                                   |